# Yautepec, delstaten Mexiko
Yautepec är en ort i Mexiko, tillhörande kommunen Ixtapan de la Sal i delstaten Mexiko. Orten hade 210 invånare vid folkräkningen 2010.